# Frac e cravatta bianca
Frac e cravatta bianca (White Tie and Tails) è un film del 1946 diretto da Charles Barton e basato sul romanzo seriale Double Murder di Rufus King pubblicato sulla rivista Red Book Magazine e sul testo teatrale Dangerously Yours di Charles Beakon.

## Produzione
Il film, diretto da Charles Barton su una sceneggiatura di Bertram Millhauser con il soggetto di Charles Beakon (autore della commedia teatrale) e Rufus King (autore del romanzo), fu prodotto da Howard Benedict per la Universal Pictures e girato negli Universal Studios a Universal City, in California Il film doveva originariamente essere diretto da William Seitner.

### Distribuzione
Il film fu distribuito con il titolo White Tie and Tails negli Stati Uniti dal 30 agosto 1946 al cinema dalla Universal Pictures. È stato distribuito anche con il titolo The Swindlers.
Altre distribuzioni:
- Svezia il 27 gennaio 1947 (En skojare i frack)
- Finlandia il 13 febbraio 1948 (Hovimestari järjestää kaiken)
- Portogallo il 27 maggio 1949 (Cavalheiro Por Uma Noite)
- Brasile (Cavalheiro por uma Noite)
- Italia (Frac e cravatta bianca)

## Tagline
Clothes Don't Make the Man...a Gentleman!
(Gli abiti non rendono l'uomo... un gentiluomo!)